# Danh sách quốc gia không thân thiện

Nga
"Quốc gia không thân thiện"

Danh sách quốc gia không thân thiện (tiếng Nga: Список недружественных стран, đã Latinh hoá: Spisok nedruzhestvennykh stran) là danh sách các quốc gia được chính phủ Nga công bố vì có những hành động mà chính quyền nước này cho là "không thân thiện" với Liên bang Nga.
Tháng 5 năm 2021, chính phủ Nga liệt kê Hoa Kỳ và Cộng hòa Séc nằm trong danh sách quốc gia không thân thiện. Kể từ đó danh sách được mở rộng lên đến 56 quốc gia và vùng lãnh thổ cùng toàn bộ Liên minh châu Âu sau khi các quốc gia này áp đặt trừng phạt lên Nga trong bối cảnh nước này tấn công Ukraina ngày 24 tháng 2 năm 2022. Tháng 7 năm 2022, Nga tiếp tục bổ sung Hy Lạp, Slovenia, Slovakia, Croatia và Đan Mạch. Toàn bộ G7 và 27 quốc gia thành viên Liên minh châu Âu đều có tên trong danh sách.
Các quốc gia không thân thiện phải chịu một số hạn chế nhất định, bao gồm các hạn chế về thương mại và tiền tệ cũng như giới hạn tuyển dụng trong các cơ quan đại diện ngoại giao tại Nga.

## Danh sách
Cộng hòa Séc và Hoa Kỳ có tên trong danh sách vào tháng 5 năm 2021, trong khi các quốc gia còn lại được Nga bổ sung từ tháng 3 năm 2022 trở đi.
| - Albania - Andorra - Úc - Bahamas - Canada - Croatia - Cộng hòa Séc - Đan Mạch | - Hy Lạp - Guernsey - Iceland - Đảo Man - Nhật Bản - Liechtenstein - Micronesia - Monaco | - Montenegro - New Zealand - North Macedonia - Na Uy - San Marino - Singapore - Slovakia - Slovenia | - Hàn Quốc - Thụy Sĩ - Đài Loan - Ukraina - Anh Quốc - Hoa Kỳ - Liên minh châu Âu |

1. ↑  Bao gồm Jersey, Anguilla, Quần đảo Virgin thuộc Anh và Gibraltar
2. ↑  Áo, Bỉ, Bulgaria, Cộng hòa Síp, Estonia, Phần Lan, Pháp, Đức, Hungary, Cộng hòa Ireland, Ý, Latvia, Litva, Luxembourg, Malta, Hà Lan, Ba Lan, Bồ Đào Nha, Romania, Tây Ban Nha và Thụy Điển. Cộng hòa Séc có tên trong danh sách từ tháng 5 năm 2021. Croatia, Đan Mạch, Hy Lạp, Slovakia và Slovenia được bổ sung ngày 22 tháng 7 năm 2022.